# Kerék Imre
Kerék Imre (Háromfa, 1942. június 29. – Sopron, 2023. február 3.) József Attila-díjas magyar költő, műfordító, kritikus, tanár.

## Életpályája
Kisgyermekkorában félárvaságra jutott. Általános iskolai tanulmányait Háromfán végezte el. Középiskolai tanulmányait a csurgói Csokonai Vitéz Mihály Gimnáziumban járta ki. 1961–1962 között a Somogyi Néplapnál volt újságíró. 1962–1966 között a Pécsi Tanárképző Főiskola magyar-orosz-rajz szakos hallgatójaként tanult. 1966–1969 között Sávolyban, 1969–1974 között Fertőszéplakon tanított. 1974-től Sopronban tanít, valamint a Szent Orsolya Római Katolikus Általános Iskola könyvtárosa.

## Munkássága
Első versei tizenéves korában jelentek meg. Több mint húsz kötetet publikált; műfordítóként Rilke, Trakl, Busta és Rubcov verseit ültette át magyarra.

## Családja
Szülei: Kerék Imre és Bognár Ilona voltak. 1969-ben feleségül vette Balogh Ilonát. Két gyermekük született; Szabolcs (1970) és Mónika (1972).

## Művei
- Zöld parázs (versek, 1977)
- Rézholdak, réznapok (versek, 1985)
- Epigrammák (1988)
- Ágas-bogas koronák (gyermekversek, 1990)
- Ezüstsíp (gyermekversek, 1992, 1997)
- Születésem hava (versek, 1992)
- Öböl madárral (válogatott versek, 1995)
- Poéták: csoda-nyelvek (versek, 1995)
- Amíg a Hold följön (versek, 1996)
- Tóparti alkonyat (versek, 1998)
- Tarka szőttes (gyermekversek, 1998)
- Tavaszváró (versek, 1998)
- Vénusz kertében nőtt alma (versek, 1999)
- Virágvölgy (összegyűjtött versek, 2002)
- Virág, fa, madár (német költők versei, 2008)
- Dombos út (versek és versfordítások, 2009)
- Kerék Imre–Németh István Péter: Négykezes avagy Ugyanazon költemények poétai fordításai dunántúli klavírra; Visual.hu Kft., Tapolca, 2012
- Aranylen. Új versek, 2012–2014; Berzsenyi Dániel Irodalmi és Művészeti Társaság, Kaposvár, 2015
- Mint eleven igézet; Önkormányzat, Akasztó, 2017 (Kiskun Helikon)
- Mindenek szerelme. Versek; Kiskun Helikon, Akasztó–Sopron, 2020 (Kiskun Helikon)
- Őszi madár. Régi és új versek és versfordítások, 1967–2022; s.n., Kaposvár, 2022 (Kiskun Helikon)

## Műfordításai
- Avetik Iszahakjan versei (társfordító, 1975)
- Borisz Paszternak versei (társfordító, 1979)
- Musztaj Karim: Holdfogyatkozás (dráma, 1980)
- Nyikolaj Rubcov versei (versek, 1981)
- Visszhang (versfordítások, 1987)
- Rilke versek (kétnyelvű kiadás, 1996)
- Átváltozások (versfordítások, 1997)
- Georg Trakl versek (kétnyelvű kiadás, 1997)
- Duics Pál-Kerék Imre: Sopron (fotók: Duics Pál, esszé Sopronról: Kerék Imre) (háromnyelvű kiadás, 1997)
- Christine Busta versek (kétnyelvű kiadás, 2000)
- Valse brillante. Hermann Hesse versei a szerzőpáros fordításában; ford. Kerék Imre, Németh István Péter; Visual.hu Kft., Tapolca, 2013
- Johann Wolfgang Goethe: Római elégiák; ford. Kerék Imre, Németh István Péter; Visual.hu Kft., Sopron–Tapolca, 2014

## Díjai
- A Művészeti Alap Elsőkötetesek Díja (1978)
- A Győr-Sopron Megyei Tanács művészeti díja (1978, 1984)
- Szocialista Kultúráért (1979)
- Radnóti-díj (1989)
- Kormos István-díj (1995)
- Az Év Könyve-díj (1997)
- Arany János-díj (1998)[4][5][6][7]
- József Attila-díj (2003)
- Háromfa Község Díszpolgára (2003)
- A Magyar Érdemrend lovagkeresztje (2020)[8]